# Ilan Gil'on
Ilan Gil'on (hebrejsky אילן גילאון) (12. května 1956, Galați – 1. května 2022) byl izraelský politik a poslanec Knesetu za stranu Merec.

## Biografie
Narodil se 12. května 1956 v Galați, Rumunsku, později přesídlil do Izraele. Bydlel ve městě Ašdod. Byl ženatý, měl čtyři děti. Sloužil v izraelské armádě, kde působil jako dobrovolník ve vzdělávacích jednotkách. Hovořil hebrejsky, anglicky, rumunsky a francouzsky. Na Hebrejské univerzitě studoval bakalářský program v oboru mezinárodních vztahů a politologie.

## Politická dráha
V roce 1986 působil jako předseda mládežnické organizace strany Mapam. V letech 1988–1992 byl administrativním koordinátorem v této mládežnické organizaci, odkud přešel na stejný post do strany Merec (tuto funkci zde zastával v letech 1992–1993). V letech 1993–1999 byl místostarostou Ašdodu. Pravidelně přispíval do listu Kan Darom.
Do Knesetu nastoupil poprvé po volbách roku 1999, ve kterých kandidoval za stranu Nové hnutí-Merec, tehdy nazývanou jen Merec. V letech 1999–2003 v parlamentu působil jako člen výboru pro vnitřní záležitosti a životní prostředí, výboru pro ekonomické záležitosti, výboru pro zahraniční dělníky, výboru pro práva dětí a výboru pro práci, sociální věci a zdravotnictví. Zasedal ve vyšetřovací komisi pro pokračující finanční krizi místních samospráv a v komisi pro vyšetření implementace a financování zákona o národním zdravotním pojištění. Do Knesetu se vrátil až po volbách roku 2009. V parlamentu po roce 2009 pracoval jako člen výboru pro práci, sociální věci a zdravotnictví a výboru House Committe. Působí jako předseda podvýboru pro regulaci a rovná práva zdravotně postižených. Předsedal poslaneckému klubu strany Nové hnutí-Merec a angažoval se v parlamentní lize izraelsko-rumunského přátelství.
Mandát obhájil rovněž ve volbách v roce 2013 a volbách v roce 2015. Ve volbách do Knesetu v březnu 2021 již kvůli zdravotním problémům mandát neobhajoval.